# Train S Gand
Le Train S Gand (en néerlandais : S-trein Gent), ou réseau suburbain (réseau S) de Gand (en néerlandais : S-net Gent) est le nom d'un réseau de trains suburbains de la SNCB dans et autour la ville de Gand.

## Historique du projet

### Les réseaux suburbains en Belgique
La Région de Bruxelles-Capitale a été la première pour laquelle un réseau de trains suburbains désignés Trains "S", le premier projet date du début des années 1990 et les premiers travaux n’ont finalement démarré qu’en 2005 ; l'offre a été lancée le 13 décembre 2015 après la fin de quelques travaux importants (tunnel Schuman-Josaphat, modernisation de gares, (ré)ouverture de points d'arrêts...).
Le réseau bruxellois compte actuellement 14 lignes. De nombreux travaux restent encore en cours ou inachevés ; ils devraient être terminés au plus tard pour 2031[réf. nécessaire].
À partir du 3 septembre 2018, la SNCB a étendu la notion de train S à quatre autres grandes villes belges : Anvers, Charleroi, Liège et Gand, rebaptisant à l'occasion les trains omnibus qui circulaient déjà autour de ces villes. Ce projet va de pair avec les travaux d'infrastructure qui comprennent entre-autres le quadruplement de la ligne 50A entre Gand et Bruges, la réouverture de la ligne 125A aux voyageurs ainsi que des gares de Chaudfontaine, Ougrée, Seraing.

## Matériel roulant

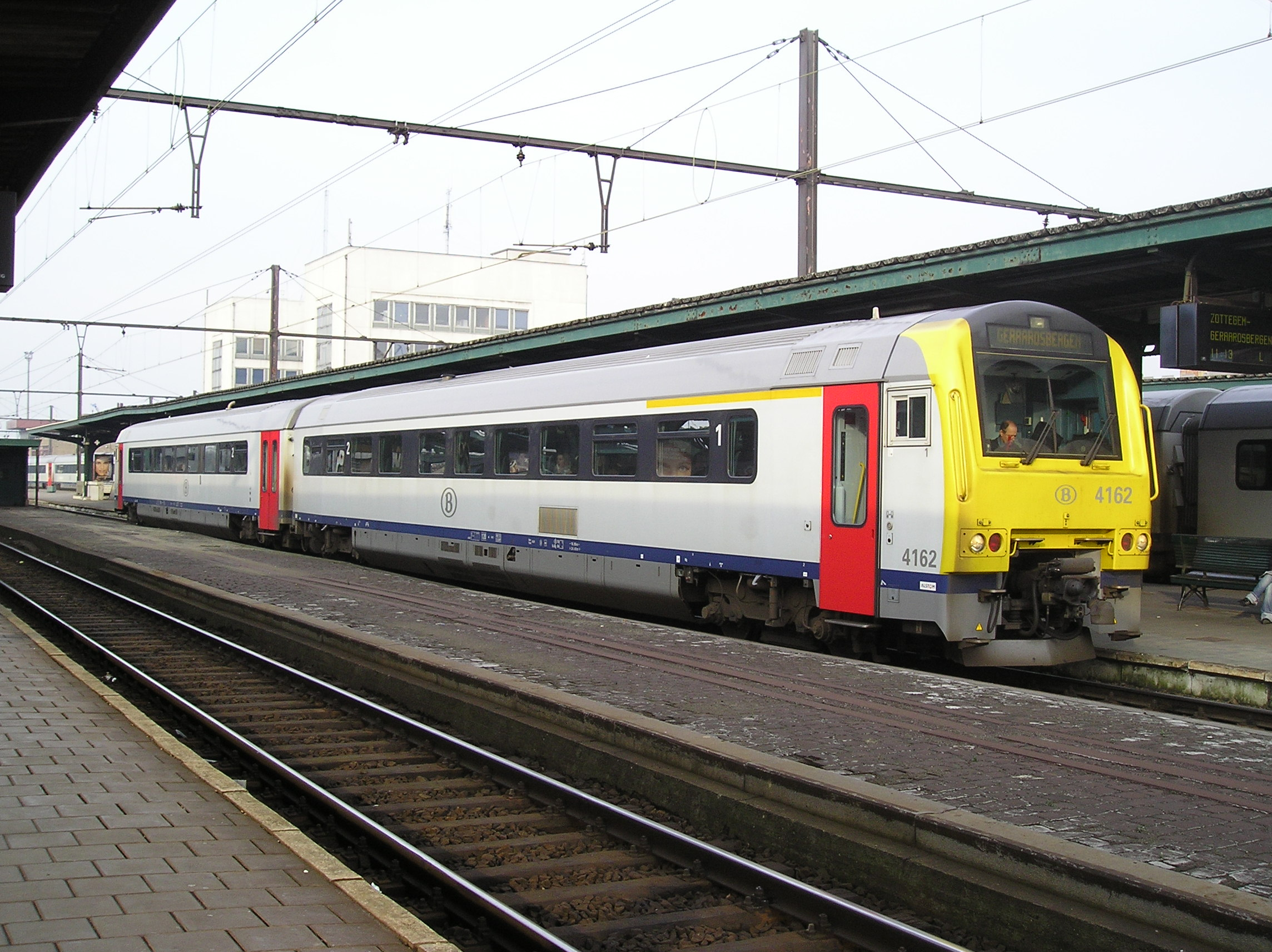
Autorail AR41 en gare de Gand.

Les automotrices AM08, matériel le plus moderne, circulent sur la ligne S53, qui est électrifiée. Les lignes S51 et S52 ne sont pas électrifiées et sont assurées par des autorails AR41, fonctionnant au diesel.

## Le réseau
Le réseau a été lancé le 3 septembre 2018 et compte initialement 3 lignes.

Ces lignes sont en partie déjà existantes dans l'offre SNCB (lignes de type L). Une nouvelle dénomination vise avant tout à permettre une lecture cohérente du réseau en cours de développement, bien que les trains omnibus Malines - Gand - Bruges - Zeebruges et Gand - Courtrai restent designés comme trains L.

### Plan 2018(3 septembre 2018 - 9 décembre 2018)
Lancement de l'offre.

### Plan 2019(10 décembre 2018 - 8 décembre 2019)
| Ligne | Parcours                                               | Arrêts | Fréquence         | Trajet le week-end                           | Matériel roulant (pointes) |
| ----- | ------------------------------------------------------ | ------ | ----------------- | -------------------------------------------- | -------------------------- |
|       | Renaix - Gand - Eeklo                                  | 15     | 1/h (pointes 2/h) |                                              | AR 41                      |
|       | Gand-Saint-Pierre - Zottegem - Grammont                | 12     | 1/h               |                                              | AR 41                      |
|       | Gand-Saint-Pierre - Gand-Dampoort - Lokeren - (Anvers) | 5 / 15 | 1/h               | Gand-Saint-Pierre - Lokeren - Anvers-Central | AM 08 / AM 80              |

### Réseau actuel(à partir du 10 décembre 2023)
| Ligne | Parcours                                                             | Arrêts  | Fréquence         | Trajets prolongés en heures de pointe | Trajet le week-end                           | Matériel roulant (pointes)                                                                        |
| ----- | -------------------------------------------------------------------- | ------- | ----------------- | ------------------------------------- | -------------------------------------------- | ------------------------------------------------------------------------------------------------- |
|       | Renaix - Gand - Eeklo                                                | 15      | 1/h (pointes 2/h) |                                       |                                              | AR 41                                                                                             |
|       | Gand-Saint-Pierre - Zottegem - Grammont                              | 12      | 1/h               |                                       |                                              | AR 41                                                                                             |
|       | (Audenarde -) Gand-Saint-Pierre - Gand-Dampoort - Lokeren - (Anvers) | 11 / 15 | 1/h               | Renaix - Gand-Saint-Pierre - Lokeren  | Gand-Saint-Pierre - Lokeren - Anvers-Central | AR 41 (AM 08 / AM 80 le weekend lorsq'il il n'est pas prolongé jusqu'à Audenarde ou Ronse/Renaix) |

## Futur
Il y a une proposition d'augmenter la fréquence à 15 minutes sur les lignes principales non-électrifiées.